# Baráth Péter
Baráth Péter (Kisvárda, 2002. február 21. –) magyar válogatott labdarúgó,  középpályás, a Raków játékosa.

## Pályafutása

### Klubcsapatokban
Baráth a Gyulaháza, a Kisvárda és a Debreceni VSC akadémiáin kezdett el futballozni.

#### Debreceni VSC
A Debreceni VSC színeiben az NB1-ben 2020 januárban mutatkozott be egy Újpest elleni mérkőzésen. A 2020–2021-es szezonban bajnok lett az NBII-ben. A DVSC-ben 2020-től 2023 februárig 83 tétmeccsen 9 gólt szerzett és 12 gólpasszt adott.

#### Ferencváros
2023 februárjától kölcsönben a Ferencvárosban folytatta a pályafutását. Június 1-jén bejelentették: végleg megvásárolták a magyar válogatott középpályást.

#### Raków Czestochowa
2024. január 19-én bejelentették, hogy egy évre kölcsönbe kerül a Raków Częstochowa együtteséhez. 2025 januárjáig 25 tétmérkőzésen kapott játéklehetőséget, a Raków pedig a 2024–25-ös szezon végéig meghosszabbította kölcsönszerződését. A február 1-jei Cracovia elleni 0–0-s döntetlennel végződő bajnokin a mérkőzés legjobbjának választották. 2025. július 31-én bejelentették, hogy a lengyel csapat kivásárolta őt a szerződéséből, ezért ott folytatja a pályafutását. A felek egy 2030-ig szóló szerződésben állapodtak meg.

### A válogatottban
Többszörös magyar utánpótlás-válogatott, tagja volt a 2019-es U17-es labdarúgó-világbajnokságon szerepelt csapatnak. 2022 márciusában meghívót kapott Marco Rossi szövetségi kapitánytól a szerb és az északír válogatottak elleni válogatott mérkőzésekre készülő magyar válogatott 24 fős keretébe.

## Statisztika

### A válogatottban
| Magyarország | Magyarország | Magyarország |
| Év           | Mérk.        | Gólok        |
| ------------ | ------------ | ------------ |
| 2022         | 1            | 0            |
| 2023         | 1            | 0            |
| Összesen     | 2            | 0            |

### Mérkőzései a válogatottban
| Magyarország | Magyarország       | Magyarország                    | Magyarország | Magyarország | Magyarország | Magyarország | Magyarország | Magyarország |
| #            | Dátum              | Helyszín                        | Hazai        | Eredmény     | Vendég       | Kiírás       | Gólok        | Esemény      |
| ------------ | ------------------ | ------------------------------- | ------------ | ------------ | ------------ | ------------ | ------------ | ------------ |
| 1.           | 2022. november 17. | Luxembourg, Stade de Luxembourg | Luxemburg    | 2 – 2        | Magyarország | barátságos   | -            | 78'          |
| 2.           | 2023. június 20.   | Budapest, Puskás Aréna          | Magyarország | 2 – 0        | Litvánia     | Eb-selejtező | -            | 88'          |
|              | Összesen           |                                 |              | 2            | mérkőzés     |              | 0            | gól          |

## Sikerei, díjai
Debreceni VSC
- NB II bajnok (1): 2020–21[11]
- Az idény felfedezettje (RangAdó Gála, 2022. május 17.)[12]
- Zilahi-díj: 2022[13]

 Ferencváros
- NB I bajnok (2): 2022–23[14], 2023–24

 Raków
- Ekstraklasa ezüstérmes (1): 2024–25